# Gorče
Gorče – wieś w Słowenii, w gminie Dravograd. W 2018 roku liczyła 129 mieszkańców.